# Totuși sînt ca voi
Totuși sînt ca voi este al doilea material discografic al formației Phoenix, apărut în anul 1969 la casa de discuri Electrecord. Denumirea este convențională, discul având de fapt titlul „45-EDC 10.081”. În unele surse, acest disc apare sunt denumirea Floarea stîncilor.

## Prezentare
La fel ca primul EP semnat Phoenix, și acesta a apărut în cadrul seriei „beat” a Electrecordului din București. Pe copertă apar Nicolae Covaci, Moni Bordeianu, Ioan (Pilu) Ștefanovici, Günther Reininger și Béla Kamocsa. Piesele de pe acest disc au un ton de revoltă, conținând versuri foarte „îndrăznețe” pentru acea vreme. „Nebunul cu ochii închiși” a fost inspirată de „The Fool on the Hill” din repertoriul The Beatles, însă, spre deosebire de piesa formației engleze, nu se invocă figura unui nebun vizionar, ci este o referire la adresa lui Nicolae Ceaușescu. În plan muzical, „Nebunul cu ochii închiși” cunoaște aranjamente pentru coarde și instrument de suflat, deplin adaptate la partitura vocală și ritmica piesei rock. Acest disc a fost reeditat în același an, pe fața coperții nemaiapărând listate cele patru piese incluse. Pe spate se aflau trecute piesele ambelor discuri Phoenix apărute până atunci. Toate cele patru melodii de pe acest disc EP au fost reluate ulterior pe albumele Remember Phoenix (1991) și Vremuri, anii 60... (1998).
„La înregistrarea celui de-al doilea disc, «Floarea stîncilor», unde nu l-am mai avut pe Claudiu (Rotaru), care a primit repartiție la Ploiești (de unde nu s-a mai întors, și nici carieră muzicală nu prea a făcut), am folosit viori și suflători. Spitzly a meșterit, singur de astă dată, orchestrațiile. Am înregistrat «Floarea stîncilor» la un an după «Vremuri». Formatul era același, de două ori două piese, dar includea numai compoziții: «Nebunul cu ochii închiși», «Totuși ca voi sînt», «Floarea stîncilor» și «Ar vrea un eschimos». L-am înregistrat la fel de repede ca și pe primul, și tot la fel de repede s-a și vândut – deși îi lipseau șlagărele internaționale, engleza, Beatles etc. Deduc că lumea ne lua în serios. ”—Béla Kamocsa – Blues de Timișoara, o autobiografie''

## Piese
Fața A:
1. Totuși sînt ca voi — muzică: Florin Bordeianu și Nicolae Covaci, text: Victor Șuvăgău
2. Floarea stîncilor  — muzică: Florin Bordeianu și Nicolae Covaci, text: Victor Cârcu

Fața B:
1. Nebunul cu ochii închiși — muzică: Florin Bordeianu și Nicolae Covaci, text: Florin Bordeianu
2. Ar vrea un eschimos  — muzică: Florin Bordeianu și Nicolae Covaci, text: Victor Cârcu

## Componența formației
- Nicolae Covaci – chitară solo, voce
- Florin Bordeianu – solist vocal
- Béla Kamocsa – chitară bas, voce
- Pilu Ștefanovici – baterie (A1, B1)
- Dorel Vintilă Zaharia – baterie (A2, B2)
- Günther Reininger – pian (A1, A2, B2), voce (A2)

A colaborat o orchestră simfonică la piesa B1.